# Carolino da Viterbo

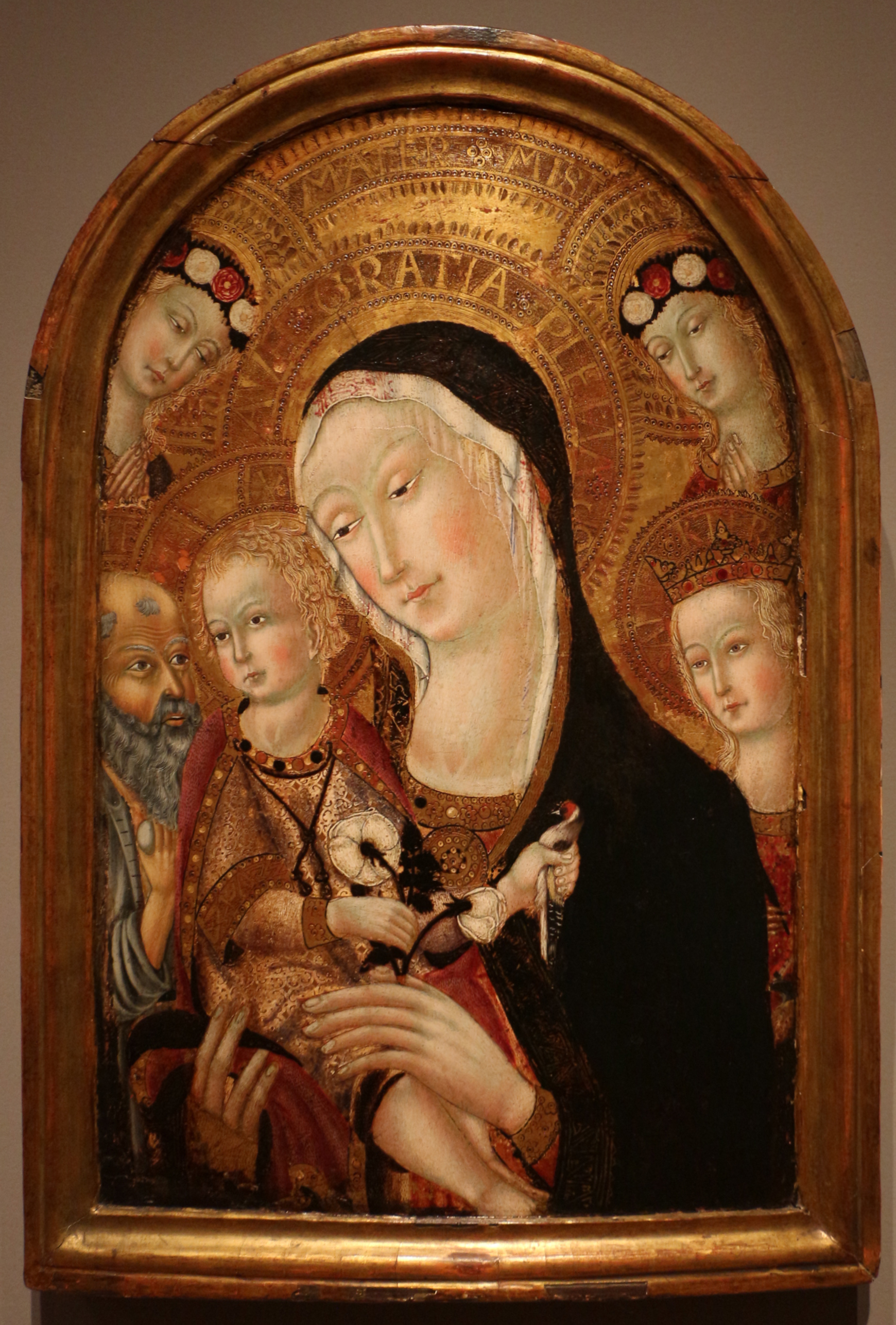
Madonna col Bambino e santi, Cleveland

Carolino da Viterbo (Viterbo, ... – ...; fl. XV secolo) è stato un pittore italiano.

## Biografia
Il pittore è noto grazie a un'iscrizione su una tavola, conservata nel Museo Diocesano di Orte. L'iscrizione dice: "MCCCC Carolinus de Viterbo pinxit LXXVIII". Da ciò si desume che il pittore fu originario di Viterbo e che fu attivo intorno al 1478. L'analisi stilistica della tavola di Orte dimostra grande affinità con la pittura tardogotica che trovò applicazione a Roma a livello locale attorno al 1450. Quindi si suppone che Carolino da Viterbo abbia passato un periodo di apprendistato a Roma.

## Stile
Nella sua unica tavola firmata e datata Carolino da Viterbo dipinge quattro figure dai visi ovali e dalle guance ampie con espressività poco articolata. Mentre il fisico delle figure è generalmente proporzionato, le mani invece sono allungate. Nella rappresentazione del trono non si sviluppa tridimensionalità.
Si nota l'affinità con la pittura tardogotica che trovò applicazione a Roma a livello locale attorno al 1450.

## Opere
- Madonna col Bambino, Museo diocesano, Orte (sono state aggiunte successivamente due tavole laterali, opere di Gabriele di Francesco, per creare un trittico)
- Madonna col Bambino tra i santi Girolamo e Caterina d'Alessandria, 1450 ca., Cleveland Museum of Art